# Нуэво-Аматенанго
Нуэво-Аматенанго (исп. Nuevo Amatenango) — посёлок в Мексике, штат Чьяпас, входит в состав муниципалитета Аматенанго-де-ла-Фронтера. Численность населения, по данным переписи 2020 года, составила 1536 человек.

## Общие сведения
Название Amatenango с языка науатль можно перевести как — огороженная деревня.
Поселение было основано 29 июня 1926 года, как более современный, в отличие от Аматенанго-де-ла-Фронтера, центр региона.

## Демография
| Год  | Численность | Численность |
| ---- | ----------- | ----------- |
| 2000 | 1371        |             |
| 2005 | 1530        | [ 5 ]       |
| 2010 | 1594        | [ 6 ]       |
| 2020 | 1536        | [ 7 ]       |